# Храм Преподобних отців Києво-Печерських (Житомир)
Церква Преподобних отців Києво-Печерських (Житомир) — чинна церква у Житомирі, побудована в 2007 році у комплексі Богоугодних закладів. Благочиння ПЦУ. 

## Історичні відомості
У 1863 році  в головній будівлі Богоугодних закладів (лікарні) побудовано домову церкву на честь Живоносного Джерела пресвятої Богородиці. Довжина приміщення — 22 аршини, ширина — 11,5 аршин.  
У 2000 році цю будівлю на території Центральної міської лікарні №1 було реконструйовано та освячено Українською православною церквою Київського патріархату, як парафію преподібних отців Києво-Печерських.  
У 2018 році стала частиною Православної церкви України. 
Настоятель церкви — протоієрей Василь Маковський.